# Viguiera
Viguiera är ett släkte av korgblommiga växter. Viguiera ingår i familjen korgblommiga växter.

## Bildgalleri

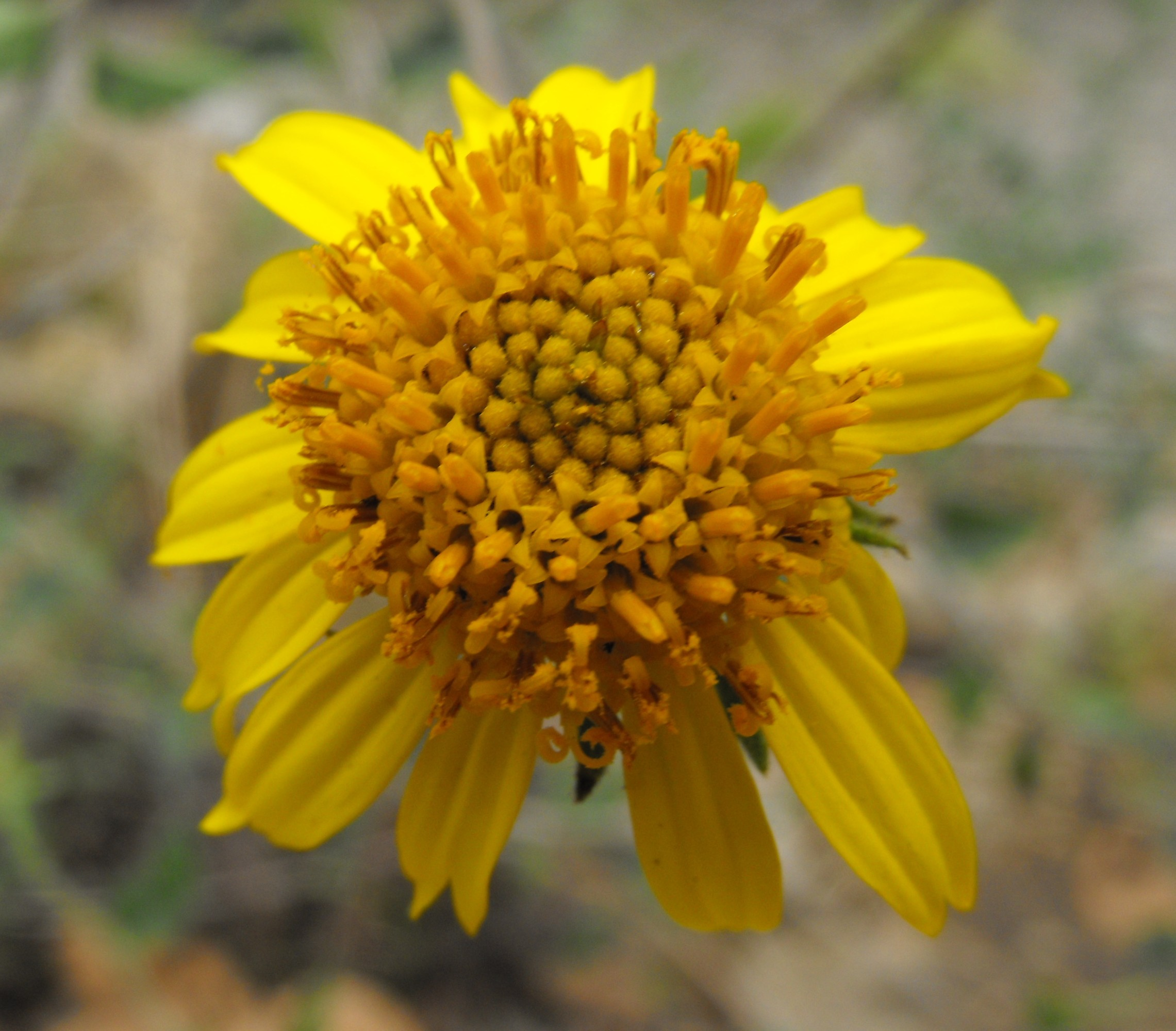
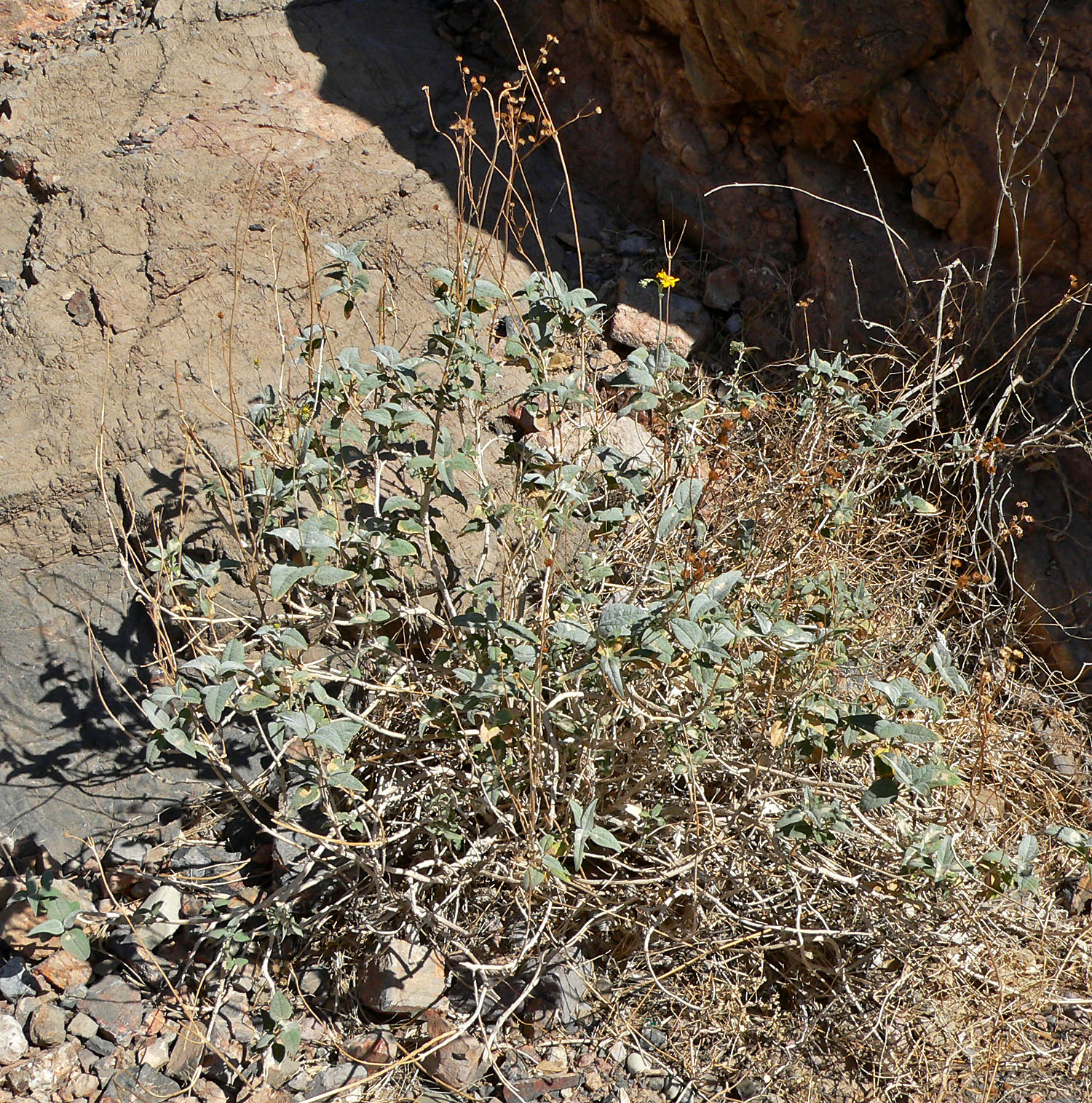
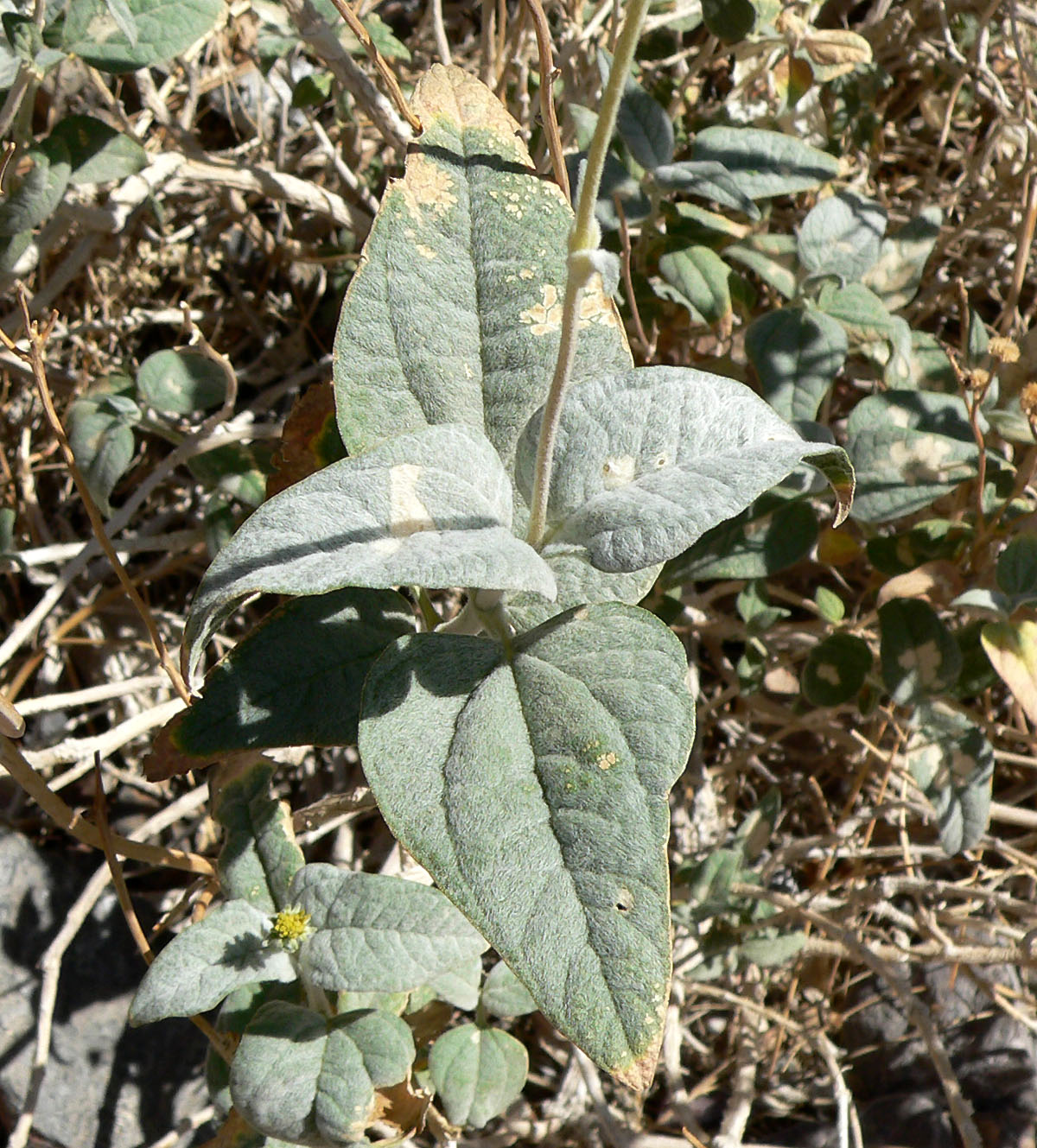
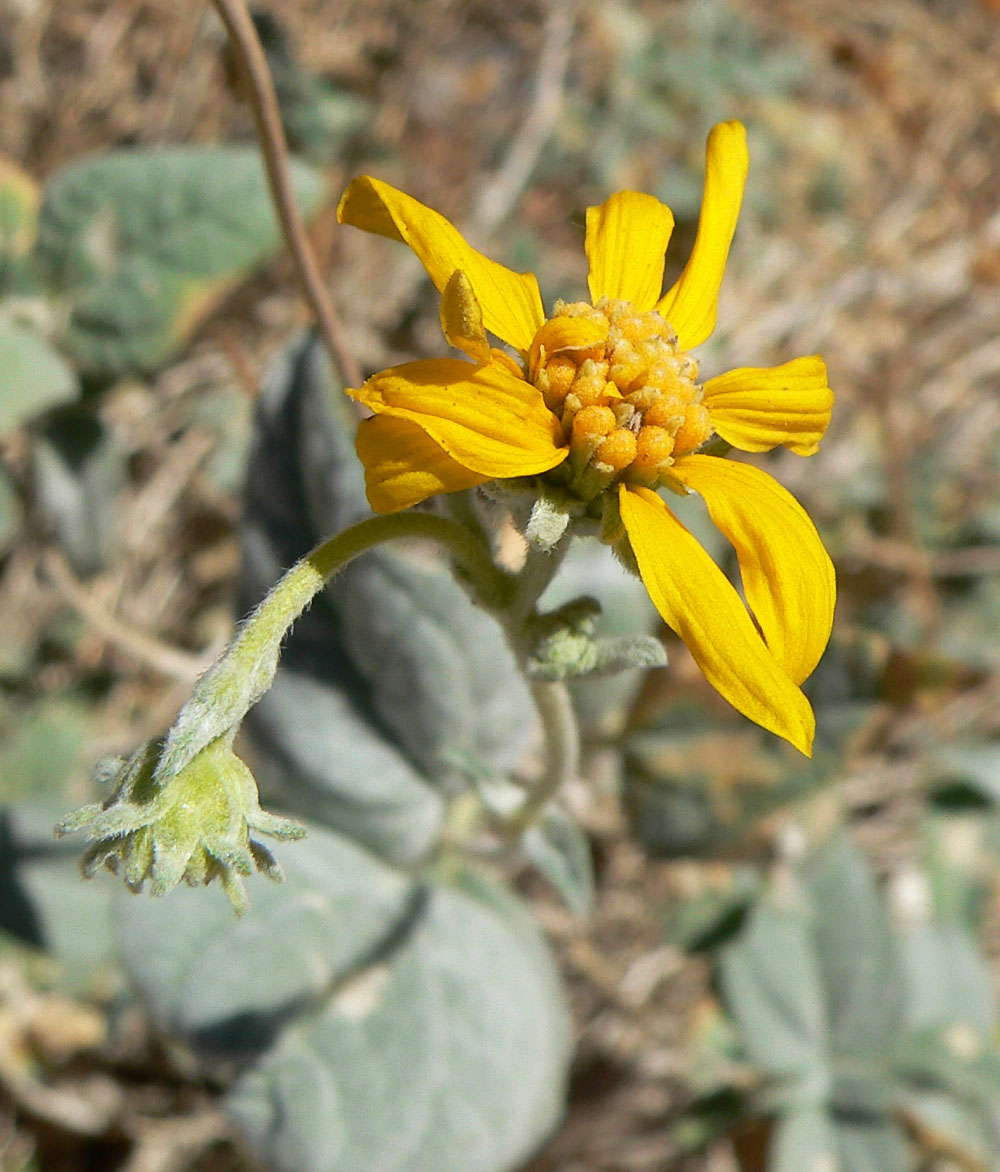
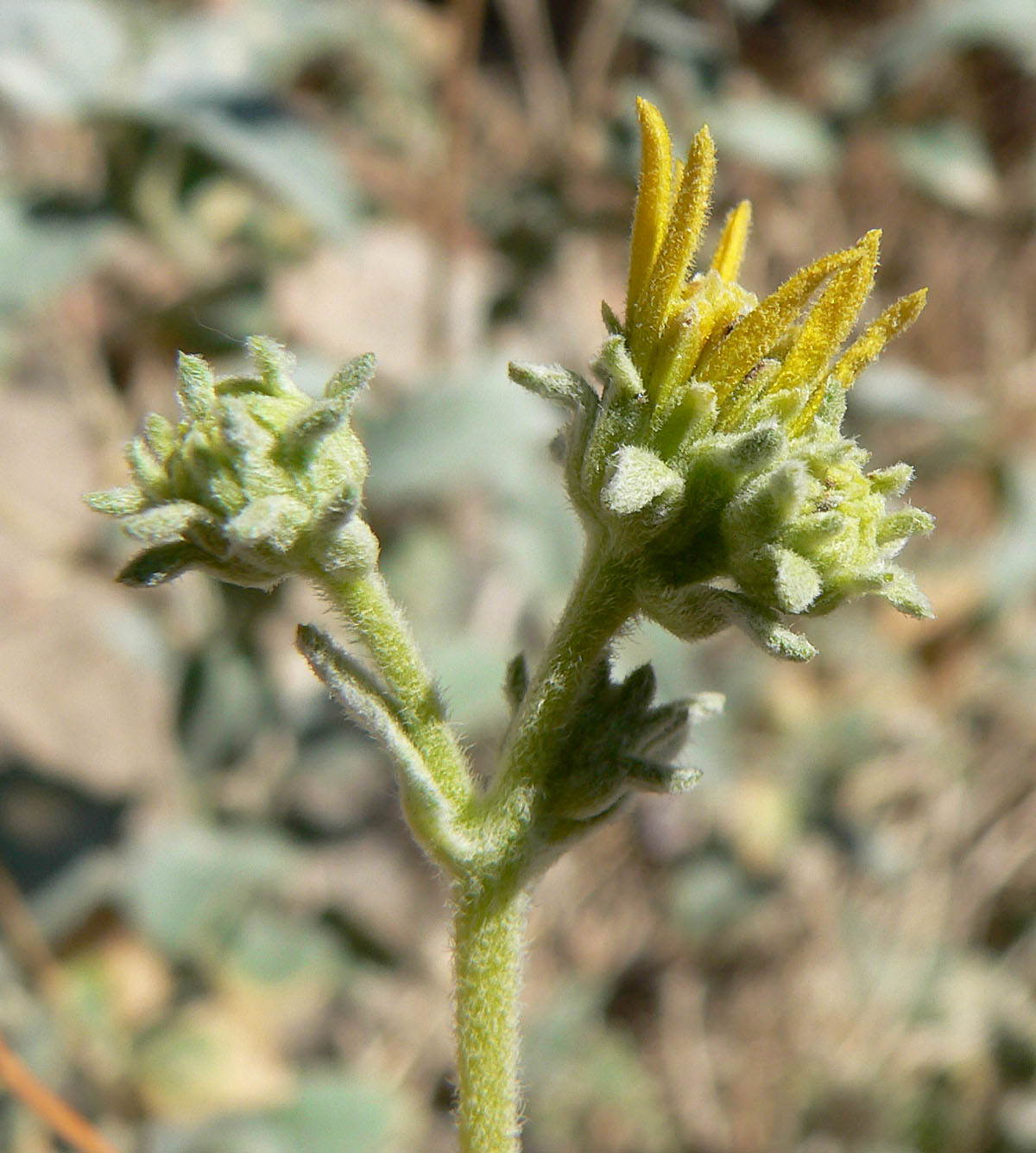
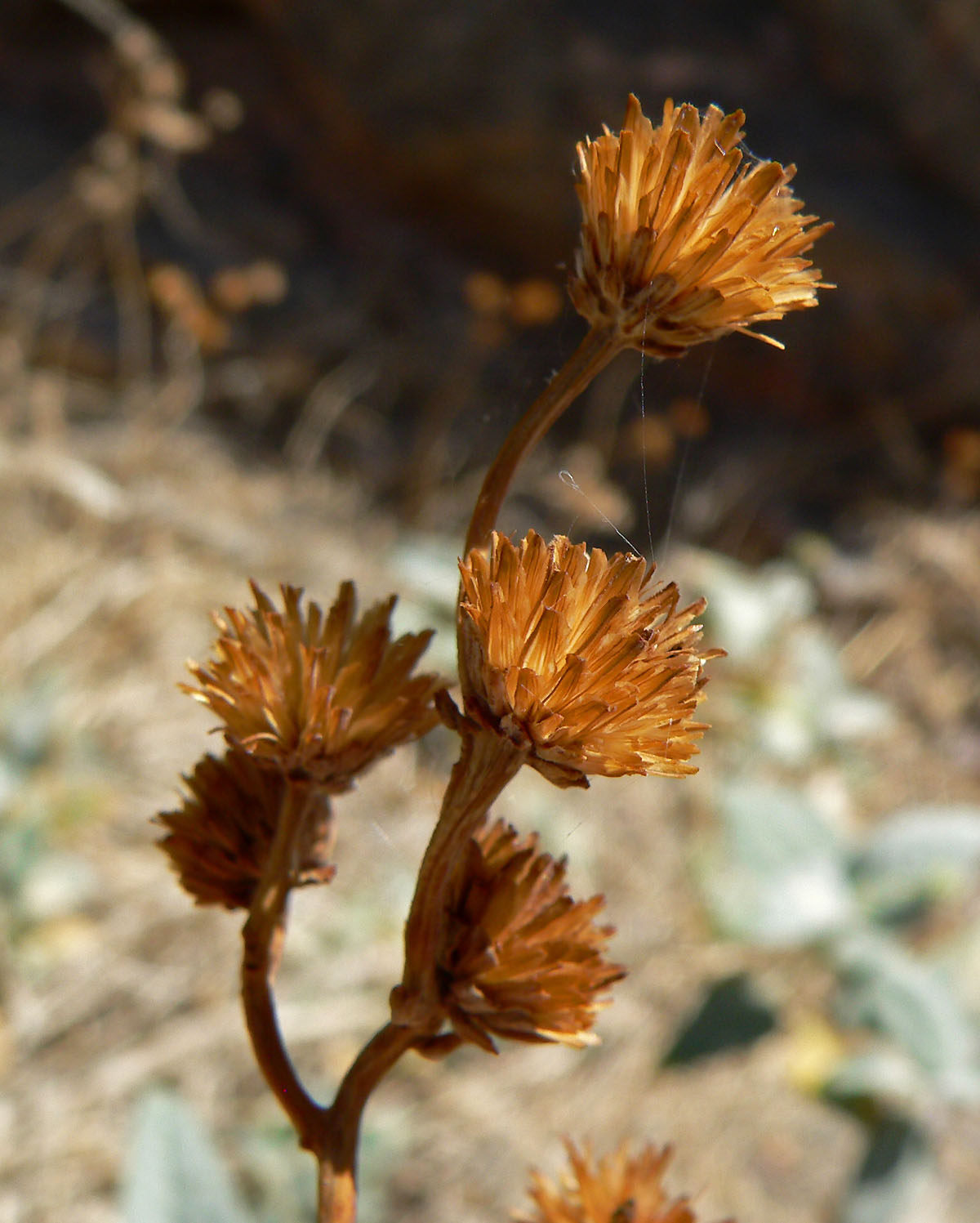

## Dottertaxa tillViguiera, i alfabetisk ordning[1]
- Viguiera acuminata
- Viguiera adenophylla
- Viguiera argyrophylla
- Viguiera aspiliodies
- Viguiera ayutlana
- Viguiera benzorium
- Viguiera bombycina
- Viguiera brandegeei
- Viguiera buddleiaeformis
- Viguiera cordata
- Viguiera corumbensis
- Viguiera davilae
- Viguiera decurrens
- Viguiera deltoidea
- Viguiera dentata
- Viguiera drymonia
- Viguiera emaciata
- Viguiera ensifolia
- Viguiera eriophora
- Viguiera excelsa
- Viguiera fabrisii
- Viguiera filifolia
- Viguiera flava
- Viguiera fusiformis
- Viguiera gardneri
- Viguiera gentryi
- Viguiera gilliesii
- Viguiera goebellii
- Viguiera grahamii
- Viguiera grammatoglossa
- Viguiera guaranitica
- Viguiera guerrerana
- Viguiera hassleriana
- Viguiera hemsleyana
- Viguiera hidalgoana
- Viguiera hispida
- Viguiera huajicoria
- Viguiera hypargyrea
- Viguiera hypochlora
- Viguiera iltisii
- Viguiera incana
- Viguiera insignis
- Viguiera kunthiana
- Viguiera lanata
- Viguiera lanceolata
- Viguiera latibracteata
- Viguiera leptodonta
- Viguiera linearifolia
- Viguiera linearis
- Viguiera maculata
- Viguiera malmei
- Viguiera megapotamica
- Viguiera michoacana
- Viguiera microcephala
- Viguiera mima
- Viguiera mirandae
- Viguiera misionensis
- Viguiera molinae
- Viguiera mollis
- Viguiera montana
- Viguiera mucronata
- Viguiera neocronquistii
- Viguiera nesomii
- Viguiera nudicaulis
- Viguiera oaxacana
- Viguiera oligantha
- Viguiera orientalis
- Viguiera ovata
- Viguiera pachycephala
- Viguiera palmeri
- Viguiera paranensis
- Viguiera parkinsonii
- Viguiera pazensis
- Viguiera peruviana
- Viguiera phenax
- Viguiera pilicaulis
- Viguiera pilosa
- Viguiera pinnatilobata
- Viguiera potosina
- Viguiera procumbens
- Viguiera purisimae
- Viguiera purpusii
- Viguiera puruana
- Viguiera pusilla
- Viguiera quinqueradiata
- Viguiera quitensis
- Viguiera retroflexa
- Viguiera revoluta
- Viguiera reyrobinsonii
- Viguiera rhombifolia
- Viguiera robusta
- Viguiera rojasii
- Viguiera rosei
- Viguiera rudbeckioides
- Viguiera salicifolia
- Viguiera santacatarinense
- Viguiera schultzii
- Viguiera seemannii
- Viguiera serrata
- Viguiera sessilifolia
- Viguiera sharpii
- Viguiera similis
- Viguiera simulans
- Viguiera sodiroi
- Viguiera sonorae
- Viguiera sphaerocephala
- Viguiera splendens
- Viguiera spooneri
- Viguiera squarrosa
- Viguiera stenoloba
- Viguiera strigosa
- Viguiera subdentata
- Viguiera sultepecana
- Viguiera superaxillaris
- Viguiera tepoxtlensis
- Viguiera torresii
- Viguiera trachyphylla
- Viguiera trichophylla
- Viguiera tripartita
- Viguiera truxillensis
- Viguiera tucumanensis